# Terence Bruce Mitford
Terence Bruce Mitford, gelegentlich auch Bruce-Mitford (* 11. Mai 1905 in Yokohama; † 8. November 1978) war ein schottischer Epigraphiker und Archäologe. Er unterrichtete zeitlebens an der schottischen University of St Andrews Latein und konzentrierte seine wissenschaftlichen Arbeiten auf Zypern und das südwestliche Anatolien, wohin ihn mehrere Grabungen führten. Während des Zweiten Weltkriegs gehörte er dem Special Air Service und dem Special Boat Service an und organisierte auf Kreta und in Aleppo den Widerstand gegen den deutschen Vormarsch.

## Leben und Werk
Mitford wurde im japanischen Yokohama als Sohn des Journalisten und Autoren C. E. Bruce Mitford geboren, sein Bruder war der Archäologe Rupert Bruce-Mitford. Er besuchte das Londoner Dulwich College, um dann Literae humaniores am Jesus College in Oxford zu studieren. Seine gesamte akademische Zeit verbrachte er an der University of St Andrews, wo er Latein unterrichtete. Außerdem wurde er Warden am St Salvator College.
In den 1930er Jahren führte er archäologische Grabungen auf Zypern durch, wo er einige Inschriften fand und der Öffentlichkeit zugänglich machte. In seinem Nachruf, abgedruckt in The Times, hieß es, Mitford habe mehr als jeder andere zu unserem Verständnis der zypriotischen Schrift- und Spracherkenntnis beigetragen. Dabei reichte sein Interessengebiet von der Bronzezeit bis in die römische Epoche. 1936 wurde er Lecturer in St Andrews. Im selben Jahr heiratete er Margaret Herring, Tochter des dortigen Professors P. T. Herring, der Physiologie lehrte.
Kurz nach Beginn des Zweiten Weltkrieges, am 15. Oktober 1939, wurde er Second lieutenant im Dorset Regiment. Angesichts seiner Griechischkenntnisse erhielt er ab Juni 1940 den Auftrag, auf Kreta den Widerstand gegen die deutsche Invasion zu organisieren, wo er auch an der Verteidigung des Flugplatzes von Rethymno teilnahm. Nach dem Rückzug ging er nach Aleppo, wo er Kurden und Armenier rekrutierte, um den erwarteten deutschen Vormarsch vom Kaukasus her zu stoppen. Auch nahm er an der alliierten Invasion Siziliens im Juli 1943 teil, kämpfte dann in der Ägäis, wo er an der Befreiung der Insel Patmos beteiligt war. Wieder auf Kreta kämpfte er dort gegen die deutschen Besatzer. Dafür wurde er vom griechischen König mit einem Orden ausgezeichnet.
Nach dem Krieg kehrte er nach Schottland zurück und nahm bald seine Forschungen auf Zypern und auch in der Türkei wieder auf, wo ihm seine Türkischkenntnisse zustatten kamen. Mitford wurde Reader für Klassische Archäologie und wurde 1973 emeritiert. Im selben Jahr erhielt er von der Universität Oxford den Doctor of Letters. Zudem wurde er 1974 Fellow der British Academy. Außerdem war er korrespondierendes Mitglied des Deutschen Archäologischen Instituts und der Österreichischen Akademie der Wissenschaften.
In seinen letzten Jahren befasste er sich mit den Bewegungen von Zugvögeln und wurde Berater der Regierung Jordaniens für den Vogelschutz.

## Schriften
- An unpublished act of amnesty from Ptolemaic Cyprus, in: Actes du 5e congrès de papyrologie, Oxford 1937, S. 291–299.
- Nikokles King of Paphos, in: Anatolian Studies presented to William Hepburn Buckler, Manchester 1939, S. 197–200.
- Religious Documents from Roman Cyprus, in: Journal of Hellenic Studies 66 (1946) 24–42.
- An Epitaph from Karpasia, in: Report of the Department of Antiquities, Cyprus 1937–1939, Nikosia 1950, 169, 202 f.
- Some new inscriptions from early christian Cyprus, in: Byzantion 20 (1950) 105–175.
- The Status of Cypriot Epigraphy, in: Actes du deuxième congrès international d’épigraphie grecque et latine, Paris 1952, S. 173–175.
- The character of Ptolemaic Rule in Cyprus, in: Aegyptus 33 (1953) 80–90.
- The Kouklia Expedition, in: The Alumnus Chronicle 45 (1956). (Bericht über archäologische Arbeit im Südwesten Zyperns von Juni bis Juli 1950)
- The Tsepis Stele and some others, in: Minos 6 (1958) 37–54.
- Helenos, Governor of Cyprus, in: Journal of Hellenic Studies 79 (1959) 94–131.
- Akestor, King of Paphos, in: Institute of Classical Studies Bulletin 10 (1963) 27–30.
- mit George Ewart Bean: Journeys in Rough Cilicia in 1962 and 1963 (= Denkschriften der Österreichische Akademie der Wissenschaften. Philosophisch-historische Klasse, 85), Böhlau, Graz/Wien/Köln 1965.
- mit George Ewart Bean: Journeys in Rough Cilicia 1964–1968 (= Denkschriften der Österreichische Akademie der Wissenschaften. Philosophisch-historische Klasse, 102; = Ergänzungsbände zu den Tituli Asiae Minoris, 3), Böhlau, Graz/Wien/Köln 1970.
- The Inscriptions of Kourion, American Philosophical Society, Philadelphia 1971.